# لیبریتور

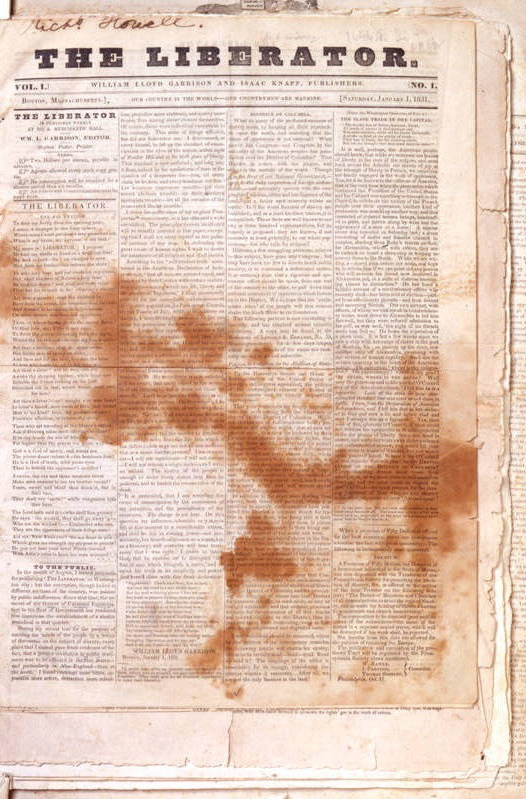
لیبریتور

لیبریتور (۱۸۶۵-۱۸۳۱) روزنامه ضد برده‌داری بود که توسط ویلیام لیولد گریسون و آیزاک نپ در سال ۱۸۳۱ راه‌اندازی شد. گریسون به طور مستمر هر هفته نسخه‌ای از لیبریتور را به مدت ۳۵ سال به صورت مشترک منتشر کرد. اولین نسخه اول ژانویه ۱۸۳۱ و آخرین نسخه ۲۹ دسامبر ۱۸۶۵ منتشر شد. در سال ۱۸۳۴، اگرچه تعداد تیراژها حدود سه هزار نسخه بود و سه چهارم مشترکانش را سیاه‌پوستان آمریکایی تشکیل می‌دادند، این هفته‌نامه به خاطر طرفداری از «رهایی فوری و کامل همه بردگان» در سراسر آمریکا بدنامی به دست آورد.